# Ibn Saïd al-Maghribí
Abu-l-Hàssan Alí ibn Mussa ibn Muhàmmad ibn Abd-al-Màlik ibn Saïd al-Maghribí (àrab: علي بن موسى بن سعيد المغربي, ʿAlī b. Mūsà b. Saʿīd al-Maḡribī), conegut simplement com a Ibn Saïd al-Maghribí (1213-1286) fou un historiador i geògraf àrab nascut a Granada. Després de la caiguda dels almoràvits, la seva família es va crear un petit regne a la Qala dels Banu Yahsub (Alcalá la Real), però ben aviat van haver d'acceptar el domini almohade.
Va escriure una història de l'Àndalus entre la conquesta i el segle xiii (que va acabar d'escriure el 1243 a Egipte). Fou cadi a Toledo i va reunir un grup d'astrònoms per construir unes noves taules astronòmiques. Va sortir de l'Àndalus el 1241 i va anar primer a Egipte i la Meca i més tard a Síria i l'Iraq. El 1255 va entrar al servei dels hàfsides. Va morir a Tunis el 1286.
L'única obra que se'n conserva és Tabaqat al-umam (Categories dels pobles), una mena d'història universal de la ciència, amb moltes dades sobre l'astrònom az-Zarqalí.